# لانتانا جاليسكانية
لانتانا جاليسكانية (الاسم العلمي:Lantana jaliscana) هي نوع نباتي يتبع جنس اللانتانا من فصيلة اللويزية.